# Glendora, California
Glendora là một đô thị của quận Los Angeles, California, Mỹ. Năm 2006 dân số của Gledora ước tính là 51.608 dân cư. Glendora được biết đến như một đô thị tập trung các ngôi nhà lớn và cư dân có thu nhập cao. Glendora hầu như là nằm bên trong San Gabriel Valley. Phía Đông của Glendora là thành phố Azusa và phía Tây là San Dimas. 
Glendora có lực lượng cảnh sát tốt nên số lượng tội phạm trong thành phố đặc biệt thấp. Cư dân có chiều hướng sống riêng tư nên ít tham gia vào các hoạt động cộng đồng. Cư dân đã chuyển từ các ngôi nhà gỗ đầu thế kỷ 20, đến các ngôi nhà hiện đại hơn rồi đến các dinh thự mới. Glendora cũng có một vài ngôi nhà lớn nhất với quang cảnh đẹp mắt của vùng San Gabriel Valley đến Downtown Los Angeles như: Morgan Ranch, Gordon Highlands, North Glendora Ave., North Barranca Ave., Bluebird Hill, and Easley Canyon, những ngôi nhà thuộc những vùng này có thể lên đến trên 7 triệu đô la.